# Михайловский, Вильгельм
Вильгельм Михайловский (латыш. Vilhelms Mihailovskis; 2 октября 1942 — 23 января 2018, Рига) — латвийский фотохудожник.

## Биография
Вильгельм Михайловский родился 2 октября 1942 года в городе Константиновке Донецкой области.
Окончил Константиновский технический институт (1966). Заниматься фотографией начал с 1969 года. Работал фотографом в журнале «Māksla» (1976—1996), газете «Literatūra un māksla» (1980—1982), художественным редактором в «Балтийской газете» (1991—1995).
Наиболее известен своими циклами «Портреты» (1985), «Приглашение на казнь» (1988), «Фотография Non-stop» (1996—2003). Автор многих фотоальбомов, в том числе: «Откровение» (1982), «Дань Риге» (1992), «Лицо эпохи» (1998) «Полёт 2000» (2000) «Столетия смотрят на нас» (2002).
Был соавтором режиссёра Герца Франка в работе над документальным фильмом «Высший суд» (1987). Лауреат Государственной премии Латвийской ССР (1989).
Первым из советских фотографов получил почётное звание Выдающийся художник Международной федерации фотографического искусства (Excellence FIAP, 1979). Имеет более ста различных международных наград, авторские коллекции находятся во Французском музее фотографии (Musee Francais de la Photographie), Мusee de L’Elysee в Лозанне и в прочих европейских собраниях.
Награждён высшей латвийской наградой — орденом Трёх звёзд IV степени (2010).